# Acraea vansomereni
Acraea vansomereni är en fjärilsart som beskrevs av Felix Bryk 1931. Acraea vansomereni ingår i släktet Acraea och familjen praktfjärilar. Inga underarter finns listade i Catalogue of Life.